# Улица 25 Октября (Пермь)
У́лица 25 Октября́ — улица в центре Перми, перпендикулярная Каме. Проходит по Ленинскому и Свердловскому районам, от улиц Монастырской (бывшая Орджоникидзе) и Чернышевского (2-й Загородной). Название дано в честь даты по старому стилю Великой октябрьской социалистической революции в Петрограде в 1917 году.

## История
Старое название улицы — Обвинская (Обва — правый приток Камы). Первоначально между Обвинской ул. (25 Октября) и Сибирской (К. Маркса), и от Камы до Покровской (Ленина) простирался пустырь. Назывался он Петропавловской площадью. С 1781 года здесь постепенно стихийно сформировался рынок, он делился на две части, называвшиеся Нижний рынок (ближе к Каме) и Верхний рынок. Названия обусловлены рельефом — в центре города территория имеет уклон в сторону реки.
Между Советской ул. (Торговой) и Ленина (Покровской) к улице примыкает сад (позднее сквер), называемый то Театральным, то Комсомольским. В центре его расположен Пермский академический театр оперы и балета имени Петра Ильича Чайковского, рядом один из старейших фонтанов Перми (второй во дворе Окружного суда). До революции сквер был окружен торговыми рядами, в центре которых — часовня, и того и другого давно уже нет. Называлось это место Гостиный двор.
В пределах Ленинского района сохраняется историческая архитектура. Многие старые дома сейчас перестроены. В середине улицы местами сохранились деревянные постройки, типичные для старой Перми, или дома с каменным низом и деревянным верхом. На территории Свердловского района — постройки периода 1950-х годов и более поздние. К этой улице примыкает Пермская научно-производственная приборостроительная компания, бывший Электроприборный завод.

## Примечательные здания
На углу с Монастырской улицей располагается бывший Узел связи Камского речного пароходства (Улица 25 Октября, № 2, Монастырская улица, № 13, 1929—1931 гг, архитектор неизвестен). Это здание, являющееся наиболее очевидным представителем конструктивизма в Перми, внесено в туристический маршрут Зеленая линия.
Большой участок на углу с Петропавловской улицей занимает бывшее здание Мариинской женской гимназии (№ 10, архитектор — Ю. О. Дютель, 1884—1887 г.). В северном флигеле здания размещалась домовая Никольская церковь, к которой со стороны Камы примыкал притвор с высокой двухъярусной шатровой колокольней и крытым крыльцом. В начале 1930 годов притвор с колокольней был демонтирован, а с церкви сняты главы — их барабаны можно видеть и сегодня Сейчас в здании размещается Сельскохозяйственная академия.
Соседнее здание — дом купцов Тупициных (№ 12, архитектор А. Б. Турчевич, 1888), фасад которого живописно фланкирован двумя ротондальными купольными объёмами. В 1912—1917 гг. в здании размещался Крестьянский поземельный банк. В 1938 г. здание перешло к органам государственной безопасности, после чего к нему было пристроен дополнительный объём, завершенный треугольным фронтоном и отодвинутый вглубь от красной линии улицы (дом № 14). При этом образовался небольшой парадный двор, для завершения ансамбля которого с юга возвели ещё одну башню-ротонду, повторяющую архитектуру Турчевича. Здание стало выглядеть как сложный комплекс, первоначальный замысел архитектора был нарушен.
Небольшой двухэтажный дом на углу с улицей Ленина (№ 16) — дом купца 1-й гильдии Василия Венедиктовича Хотова, в котором с 1896 года размещалось Пермское отделение Государственного банка. Здание до сих пор принадлежит Банку России, в 1925 году оно было расширено в сторону дома Тупицыных, в 1950-е годы — отреставрировано. За ним можно увидеть многоэтажную современную пристройку по улице Ленина, в которой находится главный вход в банк.
Нечетную сторону улицы напротив домов № 8 — № 16 занимает Театральный сквер — один из старейших общественных садов города, обустройство которого началось в 1883 году.

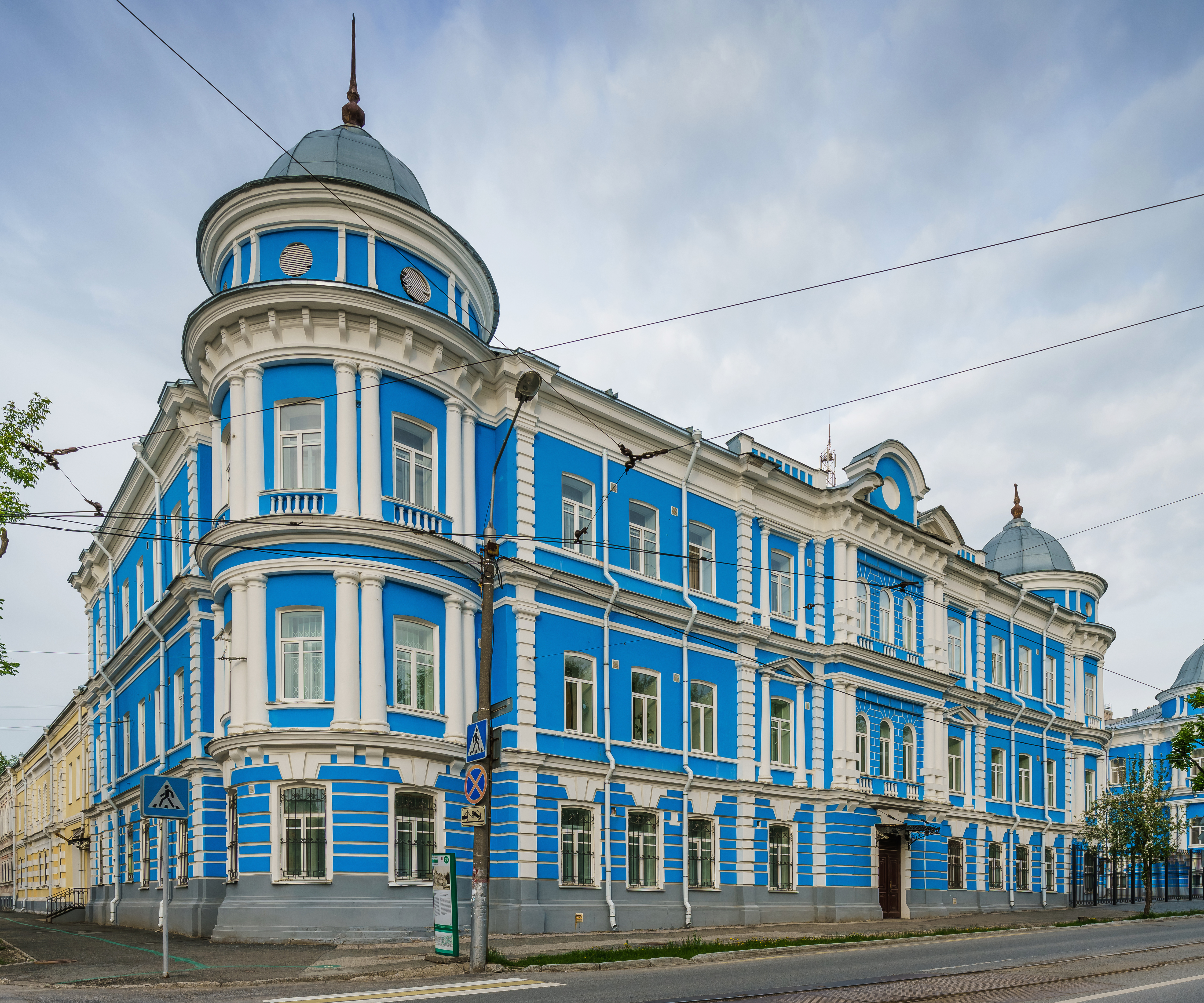
Дом Тупицыных
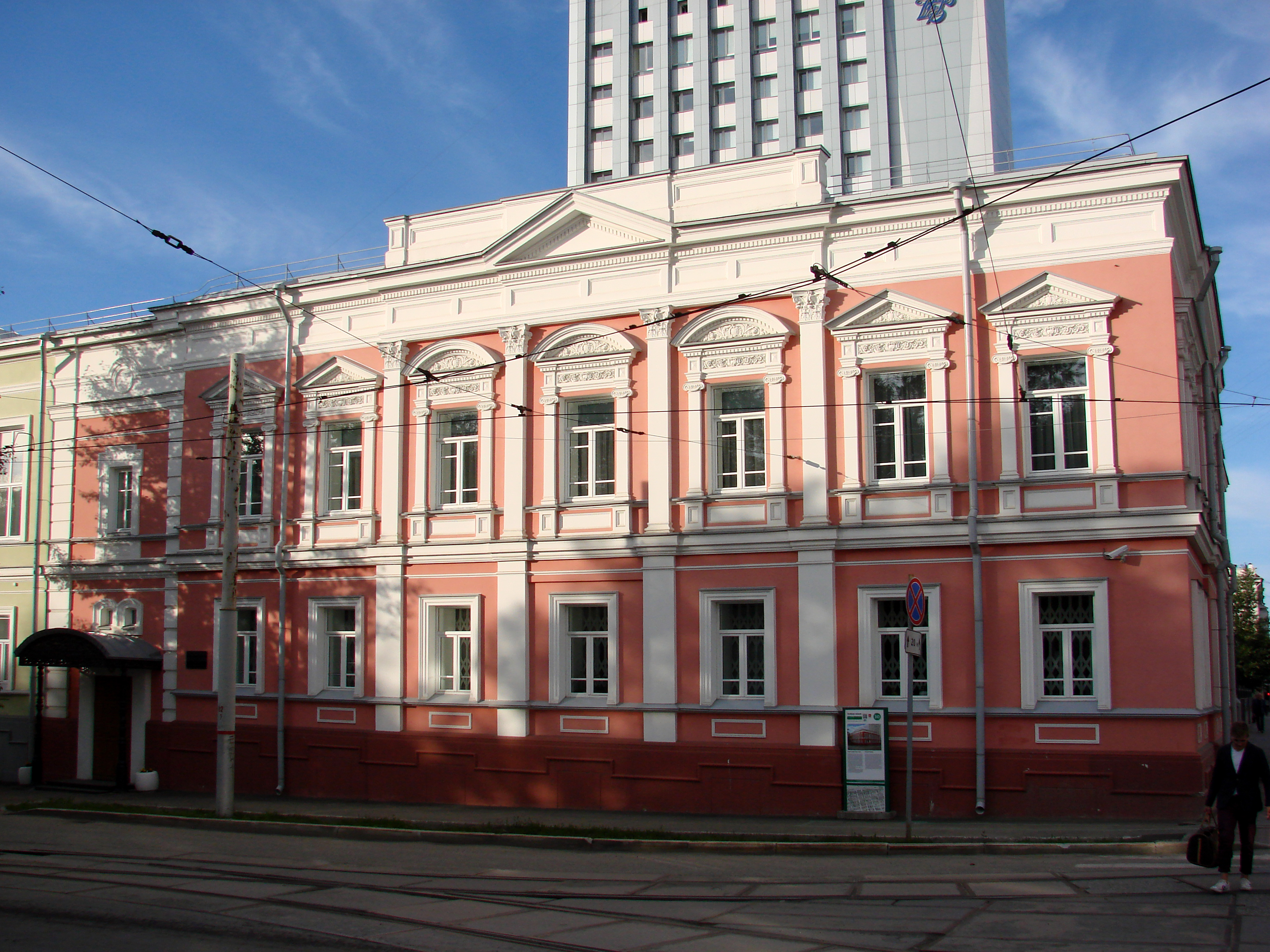
Историческое здание банка (дом № 16)
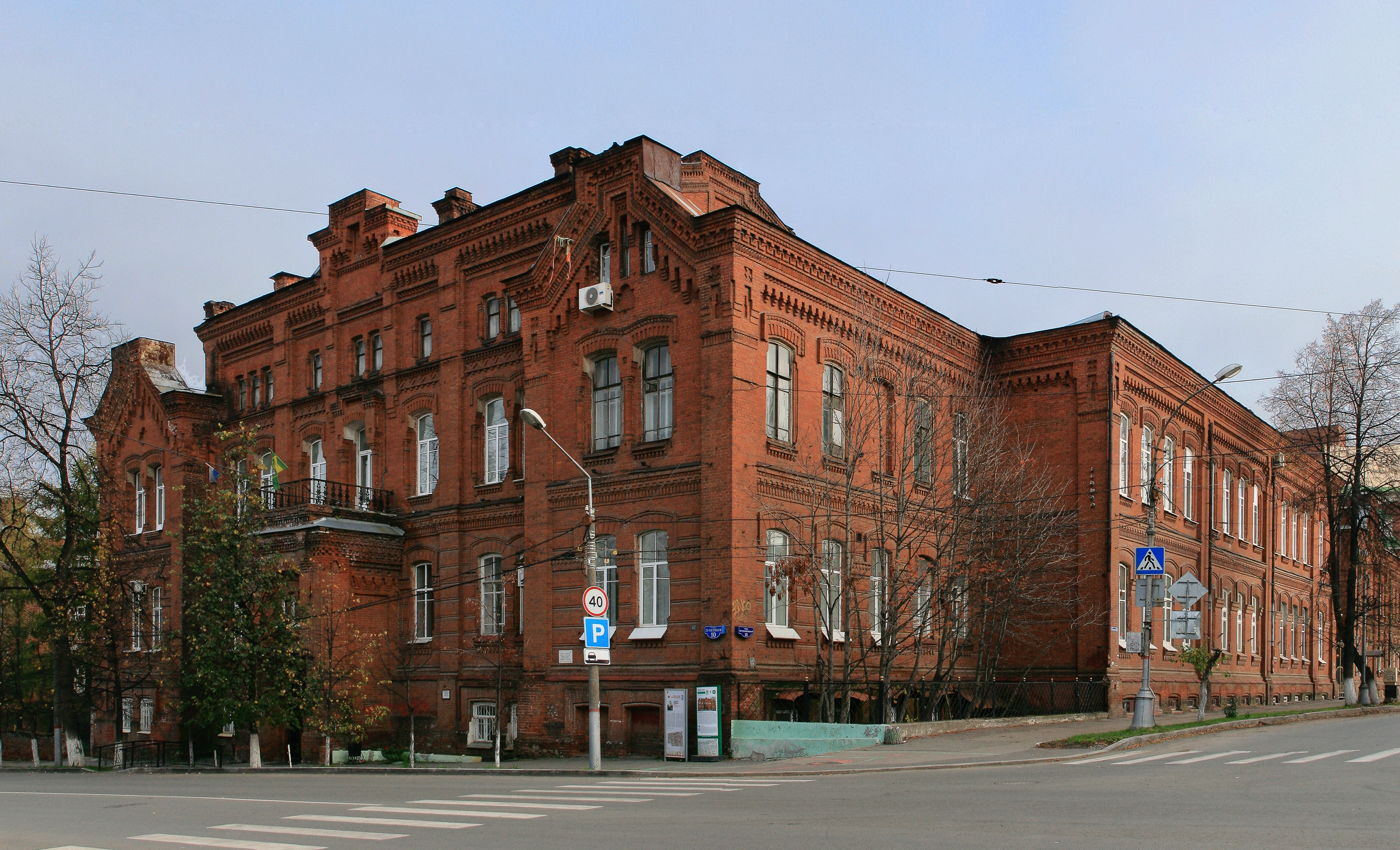
Бывшая Мариинская женская гимназия
Памятник «Героям гражданской войны» в сквере имени Ф. М. Решетникова